# لئو لاروی
لئو لاروی (انگلیسی: Leo Larrivee; ۲۳ نوامبر ۱۹۰۳ – ۷ اکتبر ۱۹۲۸) ورزشکار دو و میدانی اهل ایالات متحده آمریکا بود.